# Mount Wrather
Mount Wrather är ett berg i Antarktis. Det ligger i Västantarktis. Chile gör anspråk på området. Toppen på Mount Wrather är 2 095 meter över havet.
Terrängen runt Mount Wrather är kuperad åt nordost, men åt sydväst är den platt. Trakten är obefolkad. Det finns inga samhällen i närheten.